# Hypsiboas ericae
Hypsiboas ericae là một loài ếch thuộc họ Nhái bén. Đây là loài đặc hữu của Brasil.
Môi trường sống tự nhiên của chúng là xavan ẩm, vùng cây bụi ẩm khu vực nhiệt đới hoặc cận nhiệt đới, vùng cây bụi nhiệt đới hoặc cận nhiệt đới vùng đất cao, và sông ngòi. Chúng hiện có khả năng đang bị đe dọa vì mất môi trường sống.